# Quatuor Balanescu
Le Quatuor Balanescu (Balanescu Quartet) est un quatuor à cordes roumain, basé à Londres, au Royaume-Uni. 

## Histoire
L'ensemble se forme par Alexandre Bălănescu, ancien membre du Quatuor Arditti. Il atteint la célébrité grâce à son album Possessed sorti en 1992, où il interprète notamment plusieurs titres du groupe allemand de musique électronique Kraftwerk.
Le quatuor se distingue par un style particulier qui englobe à la fois des rythmes bizarres, des sons dissonants et des arrangements complexes. Il a joué plusieurs œuvres de divers artistes, dont certains ont écrit spécialement pour lui ; notamment de Philip Glass, David Byrne, Gavin Bryars, Michael Nyman, Rabih Abou-Khalil, Kevin Volans, Hector Zazou, un drame musical instantané, Spiritualized, Yellow Magic Orchestra, les Stateless et les Pet Shop Boys. Ils ont joué la musique du générique musical de la BBC Two au Royaume-Uni,  à l'University Challenge.

## Membres

### Membres actuels
- Alexandre Bălănescu - violon
- James Shenton - 2e violon
- Katie Wilkinson - alto
- Nick Holland - violoncelle[3]

### Anciens membres
Les musiciens suivants ont également fait partie du Quatuor , :
- Johnatan Carney - 2e violon (jusqu'en 1992)
- Clare Connors - second violon
- Kate Munster - alto (jusqu'en 1992)
- Bill Hawkes - alto (1992–1994)
- Andrew Parker - alto)
- Anthony Hinningan - violoncelle (jusqu'en 1992)
- Caroline Dale - violoncelle (1992–1994)
- Nick Cooper - violoncelle (1994–1995)
- Sian Bell - violoncelle

## Discographie
Le quatuor Balanescu a créé des œuvres de Michael Nyman, Quatuors à cordes no 2 (1988) et no 3 (1990) et Kevin Volans. Leurs premiers disques sont parus pour les labels Mute Records et Argo Records.
- Michael Nyman - Quatuors à cordes 1-3 (1991)
- Balanescu Quartet Play Byrne/Moran/Lurie/Torke - œuvres de David Byrne, Robert Moran, John Lurie et Michael Torke (1992)
- Kevin Volans - Quatuor à cordes nos 2 & 3 (1994)
- Gavin Bryars - The Last Days (1995)
- Spiritualized - Pure Phase (1995)
- Rabih Abou-Khalil - Arabian Waltz (2002)
- Optimo - How To Kill The DJ (partie 2) (2004)
- Michael Torke - Six (2005)
- Stateless - Matilda (2011)
- Ada Milea & Alexander Balanescu - The Island (2011)

### Albums studio
- 1992 : Possessed
- 1994 : Luminitza
- 1997 : East Meets East
- 2005 : Maria T
- 2011 : This Is The Balanescu Quartet

### Bandes originales
- 1994 : Trying to Kiss the Moon
- 1995 : Angels and Insects (Des anges et des insectes))
- 1998 : Le Poulpe
- 2000 : Johnny the Partisan (en)
- 2000 : Eisenstein
- 2001 : Dust
- 2012 :  Teho Teardo - Diaz : un crime d'État